# Ізгур Ілля Юхимович
Ізгур Ілля Юхимович (рос. Изгур Илья Ефимович; ім'я при народженні — Елі Йоел; 15 травня 1881, Березино, Ігуменський повіт, Мінська губернія, Російська імперія — 3 вересня 1937, Київ, УРСР) — єврейський письменник, есперантист; член Генеральної ради міжнародної спілки есперантистів (SAT), бюро міжнародної асоціації письменників есперантистів, українського комітету есперантистів, член ЦК Спілки есперантистів СРСР, доцент Українського науково-дослідного інституту педагогіки.
Розстріляний в Києві 3 вересня 1937 року за вироком ВКВС СРСР за участь у контрреволюційній терористичній організації есперантистів в Україні. Реабілітований 19 березня 1959 року рішенням того ж ВКВС СРСР.

## Біографічні відомості
Займався самоосвітою. Від 1903 року співпрацював із російськими, білоруськими і єврейськими часописами. Публікувався у Варшаві, Вільнюсі, Лейпцигу, Парижі. Автор збірки віршів «Безсонні ночі» (1910; видана у Варшаві), поем «Смерть» (1915), «Песнь песней» і «В даль» (1919), книг «Да будет свет!», «Праздник труда», «К свету!» (1920), «Огонь в конвертах» (1934).
Під час воєнних дій 1918—1920 років і пізніше, мешкав у місті Кременчук (Полтавська область), де займався літературною та освітньою діяльністю.
Як есперантист упорядкував «Большой русско-эсперантский словарь» (Москва, 1933; спільно з Віктором Колчинським), написав праці «Организация международной солидарности: Международный язык — на службу пролетариату» (1925), «Всесвітня мова Есперанто й школа» (1926), «Есперанто в робітничі маси: Що таке Есперанто й для чого ця мова потрібна пролетаріятові?» (1932). Також видав збірник філософсько-ліричних нарисів «Je la Nomo de l'Vito» («Від імені життя», Париж, 1926), політичні прози «Nur Volu!» («Тільки хочу!», Лейпциг, 1924; Париж, 1927).
23 листопада 1936 року заарештований у Херсоні за звинуваченням в участі у контрреволюційній діяльності і засуджений до розстрілу. Розстріляний в Києві 3 вересня 1937 року.